# Joaquín Satrústegui Fernández
Joaquín Satrústegui Fernández (Sant Sebastià, 17 d'octubre de 1909 - 11 de març de 1992) va ser un advocat i polític liberal espanyol. Llicenciat en dret per la Universitat Central de Madrid, va ampliar els seus estudis en la Universitat de Georgetown, Estats Units. Convençut monàrquic, va defensar i va participar en els preparatius del cop d'estat de juliol de 1936 contra la Segona República que va donar lloc a la Guerra Civil, incorporant-se a l'exèrcit amb els revoltats.
Desitjant restaurar la monarquia en la persona de Joan de Borbó, una vegada acabada la guerra es va enfrontar a Franco. Va participar en l'anomenat Contuberni de Múnic, pel que va ser bandejat durant gairebé un any, després d'haver creat la Unió Espanyola, una formació de caràcter liberal i monàrquica. Amb el pas del temps es va convertir en un actiu defensor de la integració d'Espanya en la Comunitat Econòmica Europea, integrat en les plataformes d'oposició al franquisme i oposat a la presència de bases nord-americanes a Espanya.
Durant la Transició Espanyola, després de la mort del dictador, va crear l'Aliança Liberal, amb la qual va formar una plataforma que es va presentar a les eleccions de 1977 com a Senador, sent escollit per la circumscripció de Madrid en la coalició electoral, Senadors per la Democràcia. En el Senat es va integrar en el Grup Progressistes i Socialistes Independents, al costat de membres del Partido Socialista Popular i Izquierda Democrática, entre d'altres.